# ایلینکا (شهرستان شیپونوفسکی، سرزمین آلتای)
ایلینکا (به لاتین: Ilyinka) یک منطقهٔ مسکونی در روسیه است که در سرزمین آلتای واقع شده‌است.